# O Ator
O Ator é uma tela de Pablo Picasso. Foi pintado entre 1904 e 1905. Suas dimensões são 1,80 m x 1,20 m e a obra do pintor espanhol marcou o início da transição de Picasso de seu Período Azul, com seu "mundo de mendigos em trapos e músicos cegos", ao azul repleto de "imagens de acrobatas ambulantes", segundo o museu nova-iorquino, que recebeu esta obra em 1952 como uma doação de Thelma Chrysler Foy.
A obra marcou o fim da obsessão de Picasso com os miseráveis, a favor do universo dramático de trapezistas e saltimbanques. Apesar da figura atenuada e do extraordinário jogo de mãos lembrar o maneirismo inspirado pelo El Greco do Período Azul, o ator pode ser visto como o prólogo da série de obras que culminam no enorme tema do famoso quadro da Família de Saltimbanques.
O amigo de Picasso, Frank Burty Haviland, um rico pintor franco-americano, foi o primeiro dono da obra. Sua primeira exibição aconteceu em Sonderbund, na cidade alemã de Colônia, em maio de 1935, quando foi emprestada por Paul Leffmann, um industrial alemão. Em 1938, Leffmann vendeu para o vendedor de Picasso, Paul Rosenberg, e ao colecionador de obras de Picasso, Hugo Perls. Mais tarde, Thelma Chrysler Foy a entregou ao Metropolitam Museum of Art, em Nova York, no ano de 1962.
No dia 22 de janeiro de 2010, uma mulher que assistia a uma aula de arte no Metropolitan Museum of Art de Nova Iorque perdeu o equilíbrio, caiu sobre a obra - avaliada em 145 milhões de reais - e a rasgou. A obra, ficou com um rasgo vertical de 15,24 cm na parte inferior direita. O museu, porém, alegou que o foco principal da pintura não havia sido atingido e que a obra seria restaurada nas semanas seguintes ao ocorrido.
Em setembro de 2016, o Met Museum foi processado pela bisneta de Paul Leffman, Laurel Zuckerman. No processo, ela alegou que a obra havia sido vendida sob coação em 1938, época em que o Nazismo crescia na Europa. Segundo Zuckerman, seu bisavô, Paul Leffman vendeu "O Ator" para dois comerciantes de arte em junho de 1938 por US$ 12.000 para financiar uma fuga para a Suíça, com o objetivo de escapar do regime de Benito Mussolini na Itália, onde ele e sua esposa moravam após mudarem da Alemanha no ano anterior. O Museu alegou que a pintura havia sido doada a eles em 1952 e que Leffman havia a vendido por um preço justo em Paris e manteve os rendimentos.